# ヘルクレス座パイ星
ヘルクレス座π星は、ヘルクレス座の恒星で3等星。

## 特徴
この星は橙色の輝巨星であり、1億4000万年前にスペクトル型B5のB型主系列星として誕生したと推測される。
直接測定する事ができ、視直径は0.055秒角、赤外線で計測した場合では0.061秒角となる。
この星は、周期613日強の変光星である。変光の理由としては3天文単位離れた 少なくとも27木星質量の星か、非動径脈動か、回転などが考えられるが、脈動変光星が有力な説とされる。